# Медики Чикаго (8-й сезон)
Восьмой сезон американского телесериала «Медики Чикаго» премьера которого состоялась на канале NBC 21 сентября 2022 года, заключительная серия сезона вышла в эфир 24 мая 2023 года. Сезон состоит из двадцати двух серий. 

## Сюжет
Сериал рассказывает о команде врачей, работающих в чикагской больнице. Каждый день им приходится работать в полном хаосе и разбираться с уникальными случаями.

## В ролях

### Основной состав
- Ник Гелфусс — доктор Уилл Холстед
- Брайан Ти — доктор Итан Чой (1-9 серия)
- Марлайн Баррет — старшая медсестра Мэгги Локвуд
- С.Эпата Меркерсон — Шарон Гудвин, глава больницы
- Оливер Платт — доктор Дэниэл Чарльз, глава отделения психиатрии
- Доминик Рэйнс — доктор Крокет Марсель
- Гай Локард - доктор Дилан Скотт (1 серия)

## Эпизоды
| № общий | № в сезоне | Название | Режиссёр       | Автор сценария               | Дата премьеры    | Зрители в США (млн) |
| ------- | ---------- | --- | -------------- | ---------------------------- | ---------------- | ------------------- |
| 142     | 1          | «Как начать считать потери» «How Do You Begin to Count the Losses»                                                                | Майкл Прессман | Эндрю Шнайдер & Дайан Фролов | 21 сентября 2022 | 6.59                |
| 143     | 2          | «Пойманный между Вредительским шаром и Бабочкой» «(Caught Between) The Wrecking Ball and the Butterfly»                           | Николь Рубио   | Неизвестно                   | 28 сентября 2022 | 6.49                |
| 144     | 3          | «Выиграть битву, но все же проиграть войну» «Winning the Battle, but Still Losing the War»                                        | Неизвестно     | Неизвестно                   | 5 октября 2022   | 6.75                |
| 145     | 4          | «Яблоко от яблони недалеко падает» «The Apple Doesn't Fall Far from the Teacher»                                                  | Неизвестно     | Неизвестно                   | 12 октября 2022  | 6.58                |
| 146     | 5          | «Да, это мир, в котором мы живем» «Yep, This Is the World We Live In»                                                             | Неизвестно     | Неизвестно                   | 19 октября 2022  | 6.88                |
| 147     | 6          | «Мама сказала, что будут такие дни» «Mama Said There Would Be Days Like This»                                                     | Неизвестно     | Неизвестно                   | 2 ноября 2022    | 6.58                |
| 148     | 7          | «Одежда «делает» человека...или они?» «The Clothes Make the Man... Or Do They?»                                                   | Неизвестно     | Неизвестно                   | 9 ноября 2022    | 5.98                |
| 149     | 8          | «Все сражаются в битве, о которой вы ничего не знаете» «Everyone's Fighting a Battle You Know Nothing About»                      | Неизвестно     | Неизвестно                   | 16 ноября 2022   | 6.73                |
| 150     | 9          | «Это может быть началом чего-то нового» «This Could Be the Start of Something New»                                                | Неизвестно     | Неизвестно                   | 7 декабря 2022   | 6.64                |
| 151     | 10         | «Небольшое изменение может принести вам пользу» «A Little Change Might Do You Some Good»                                          | Неизвестно     | Неизвестно                   | 4 января 2023    | 6.76                |
| 152     | 11         | «Что есть, то есть, по это не...» «It Is What It Is, Until It Isn't»                                                              | Неизвестно     | Неизвестно                   | 11 января 2023   | 6.80                |
| 153     | 12         | «Мы все знаем, что они говорят о предположениях» «We All Know What They Say About Assumptions»                                    | Неизвестно     | Неизвестно                   | 18 января 2023   | 6.95                |
| 154     | 13         | «Это дурной ветер, который никому не приносит пользы» «It's an Ill Wind That Blows Nobody Good»                                   | Неизвестно     | Неизвестно                   | 15 февраля 2023  | 6.74                |
| 155     | 14         | «В такие дни, как сегодня... лучи надежды становятся спасательным кругом» «On Days Like Today... Silver Linings Become Lifelines» | Неизвестно     | Неизвестно                   | 22 февраля 2023  | 6.52                |
| 156     | 15         | «В те моменты, когда тебе приходится переступать черту» «Those Times You Have to Cross the Line»                                  | Неизвестно     | Неизвестно                   | 1 марта 2023     | 6.57                |
| 157     | 16         | «То, что вы видите, не всегда является тем, что вы получаете» «What You See Isn't Always What You Get»                            | Неизвестно     | Неизвестно                   | 22 марта 2023    | 6.60                |
| 158     | 17         | «Знай, когда держать, а когда отпустить» «Know When to Hold and When to Fold»                                                     | Неизвестно     | Неизвестно                   | 29 марта 2023    | 6.57                |
| 159     | 18         | «Я мог видеть надпись на стене» «I Could See the Writing on the Wall»                                                             | Неизвестно     | Неизвестно                   | 5 апреля 2023    | 6.40                |
| 160     | 19         | «Присмотрись, и ты, возможно, обнаружишь правду» «Look Closely and You Might Hear the Truth»                                      | Неизвестно     | Неизвестно                   | 3 мая 2023       | 5.85                |
| 161     | 20         | «Подул ветер перемен» «The Winds of Change Are Starting to Blow»                                                                  | Неизвестно     | Неизвестно                   | 10 мая 2023      | 5.45                |
| 162     | 21         | «Может показаться, что пришло время для перемен» «Might Feel Like It's Time for a Change»                                         | Неизвестно     | Неизвестно                   | 17 мая 2023      | 5.61                |
| 163     | 22         | «Если закроется одна дверь, открывается ли другая?» «Does One Door Close and Another One Open?»                                   | Неизвестно     | Неизвестно                   | 24 мая 2023      | 5.55                |

## Производство

### Разработка
О продление на восьмой сезон стало известно 27 февраля 2020 года.